# Campeonato Bruneano de Futebol
A Brunei Super League (Liga Super Brunei em malaio) ou DST Super League, por motivos de patrocínio, é uma liga profissional de Brunei. Está no topo do sistema das ligas de futebol de Brunei e é gerido pela Associação Nacional de Futebol do Brunei Darussalam (NFABD). A liga é disputada entre várias equipes e opera em um sistema de promoção e rebaixamento com a Brunei Premier League. Os clubes que participam desta liga de primeira classe precisam passar por um conjunto de requisitos e processos de verificação, particularmente relacionados ao profissionalismo e à viabilidade da infraestrutura.

## Campeões
| Edição  | Campeão   | Vice        | Terceiro lugar |
| ------- | --------- | ----------- | -------------- |
| 2012–13 | Indera SC | MS ABDB     | Majra UFC      |
| 2014    | Indera SC | MS ABDB     | Najip I-Team   |
| 2015    | MS ABDB   | Indera SC   | Najip I-Team   |
| 2016    | MS ABDB   | Indera SC   | Wijaya         |
| 2017-18 | MS ABDB   | Kota Ranger | Indera SC      |
| 2018-19 | MS ABDB   | Kasuka FC   | Wijaya         |

## Títulos por equipe
| # | Equipe    | Títulos | Anos dos títulos              |
| - | --------- | ------- | ----------------------------- |
| 1 | MS ABDB   | 4       | 2015, 2016, 2017-18 e 2018-19 |
| 2 | Indera SC | 2       | 2012-13 e 2014                |